# Нечеча
Нечеча (на полски: Nieciecza [ɲeˈt͡ɕet͡ʂa]) е село в Южна Полша.
Намира се в община (гмина) гмина Жабно, Тарновски окръг, Малополско войводство (окръг). Разположено е историческия регион Малополша. Отстои на 4 км северозападно от град Жабно, на 17 км северозападно от град Тарнов, на 66 км източно от регионалната столица Краков и на 278 км от столицата Варшава.

## География
Селцето се намира в долината на река Дунайец.

## Население
Според данни от полската Централна статистическа служба, към 1 януари 2012 г. населението на селото наброява 750 души.
По голямата част от тях работят във фирмата „Брук-Бет“ -лидер на полския пазар по производство на малки павета за тротоари и улици.

## Характеристики
В селото има католическо държавно училище и детска градина. Армия, която е частна институция. Има също и клон на доброволеца Fire бригада.
В селото има църква на Дева Мария, която се слави с католическата енория на Дева Мария – Кралицата, част от Deanery Жабно. През 1963 г. е издигнат паметник в чест на битката Niecieczy на 8 септември 1939 година.

## Спорт
Футболен клуб Нечеча КС, който прави дебюта си в Екстракласа през 2015/16 година. Има комплекс от футболни игрища, собственост на Термалица Брук-Бет.